# Spirit of the Forest
«Spirit of the Forest» — дебютний студійний альбом фінського фольк-метал-гурту Korpiklaani. Реліз відбувся 10 листопада 2003 лейблом Napalm Records.

## Список композицій
| #     | Назва                                                         | Тривалість |
| ----- | ------------------------------------------------------------- | ---------- |
| 1.    | «Wooden Pints»                                                | 3:42       |
| 2.    | «Before the Morning Sun»                                      | 4:24       |
| 3.    | «God of Wind»                                                 | 3:14       |
| 4.    | «With Trees»                                                  | 8:06       |
| 5.    | «Pellonpekko» (Lemmetty)                                      | 3:35       |
| 6.    | «You Looked into My Eyes»                                     | 2:14       |
| 7.    | «Hullunhumppa»                                                | 1:29       |
| 8.    | «Man Can Go Even Through the Grey Stone»                      | 2:22       |
| 9.    | «Pixies Dance»                                                | 2:19       |
| 10.   | «Juokse sinä humma» ("Keep On Running, My Horse", традиційна) | 1:11       |
| 11.   | «Crows Bring the Spring»                                      | 5:25       |
| 12.   | «Hengettömiltä hengiltä» ("From the Spirits of the Dead")     | 0:34       |
| 13.   | «Shaman Drum» (lyrics by Järvelä, music by Järvelä/Lemmetty)  | 4:57       |
| 14.   | «Mother Earth»                                                | 4:35       |
| 48:07 |                                                               |            |

## Учасники запису[2]
- Йонне Ярвеля – вокал, електрогітара, акустична гітара, шаманський барабан
- Алі Мяаття — ударні
- Яакко "Хіттавайнен" Лемметтю — скрипка, йоухікко, флейта
- Тоні "Хонка" Хонканен — гітари
- Арто Тіссарі — бас-гітара